# Shane Archbold
Pour les articles homonymes, voir Archbold.
Shane Archbold, né le 2 février 1989 à Timaru, est un coureur cycliste néo-zélandais. Il a obtenu la médaille d'argent de l'omnium aux championnats du monde de 2011 à Apeldoorn aux Pays-Bas.

## Biographie
Shane Archbold est surnommé Novie et The Flying Mullet. 
En 2005, il devient chez les jeunes (moins de 17 ans) champion de Nouvelle-Zélande du contre-la-montre et vice-champion sur la course en ligne. L'année suivante, sur piste, il est vice-champion du monde poursuite par équipes juniors (moins de 19 ans), aux côtés de Jesse Sergent, Shem Rodger et Westley Gough. En 2007, il est devenu champion de Nouvelle-Zélande de poursuite individuelle juniors. Archbold participe également à des courses sur route, mais connait plus de succès sur la piste. Il remporte néanmoins une étape de la Mi-août en Bretagne (2011) et de l'An Post Rás (2013).
Il se présente aux mondiaux sur piste 2011 d'Apeldoorn avec deux succès en Coupe du monde sur l'omnium. Il décroche une médaille d'argent sur la discipline, à quatre points du champion du monde Michael Freiberg. La même année, il est champion d'Océanie dans la même discipline après avoir remporté ce titre en 2010. En 2012, il est cinquième de l'omnium aux mondiaux et est sélectionné pour les Jeux olympiques de Londres, où il prend la huitième place de l'omnium. En 2013, il gagne avec son compatriote Dylan Kennett les Six jours de Fiorenzuola d'Arda. Aux Jeux du Commonwealth de 2014, il remporte deux médailles, l'or sur la course scratch et le bronze en poursuite par équipes (avec Pieter Bulling, Dylan Kennett et Marc Ryan).
En 2015, il rejoint l'équipe Bora-Argon 18 et dispute Paris-Roubaix. Il termine avant dernier de la course malgré une chute sur la Trouée d'Arenberg et des blessures au visage. Il prend le départ du Tour de France 2016, son premier grand tour. Lors de la 17e étape, il chute lourdement contre la roche et se fissure le bassin, il arrive toutefois à regagner l'arrivée, mais est non-partant le lendemain. En raison de cette blessure, il se retrouve presque un an sans courir et doit subir une intervention chirurgicale en Allemagne en mai 2017.
En octobre 2017, sa signature pour 2018 au sein de l'équipe irlandaise Aqua Blue Sport est annoncée. Cependant en août 2018, il se retrouve sans contrat, l'équipe s'étant arrêtée brusquement. Il décide alors de faire équipe sur les Six jours avec Aaron Gate pour revenir au cyclisme sur piste en vue d'une qualification sur la course à l'américaine aux Jeux olympiques d'été de Tokyo en 2020.
En 2019, il signe au sein de l'équipe continentale EvoPro Racing, où il passe quelques mois. En avril, il effectue son retour dans le World-Tour au sein de la formation Bora-Hansgrohe pour remplacer Peter Kennaugh.
En 2020, il intègre l'équipe cycliste Deceuninck-Quick Step, et devient champion de Nouvelle-Zélande sur route en février.
Il met un terme à sa carrière en octobre 2023.

## Palmarès sur piste

### Jeux olympiques
- Londres 2012
  - 8e de l'omnium

### Championnats du monde
| - Apeldoorn 2011 - Médaillé d'argent de l'omnium - Melbourne 2012 - 5e de l'omnium - 11e de l'américaine | - Cali 2014 - 8e de l'américaine - 8e de la poursuite individuelle |  |

### Championnats du monde juniors
- 2006
  -  Médaillé d'argent de la poursuite par équipes juniors

### Coupe du monde
- 2009-2010
  - 3e de la poursuite par équipes à Pékin
- 2010-2011
  - 1er de l'omnium à Melbourne
  - 1er de l'omnium à Manchester

### Jeux du Commonwealth
- Glasgow 2014
  -  Médaillé d'or du scratch
  -  Médaillé de bronze de la poursuite par équipes

### Championnats d'Océanie
| - Invercargill 2007 - Médaillé de bronze de la poursuite par équipes - Adélaïde 2010 - Champion d'Océanie de l'omnium - Invercargill 2011 - Champion d'Océanie de l'omnium | - Invercargill 2013 - Médaillé d'argent du scratch - Médaillé d'argent de l'américaine |  |

### Six jours
- 2013 : Six jours de Fiorenzuola d'Arda (avec Dylan Kennett)

### Championnats nationaux
- Champion de Nouvelle-Zélande de poursuite juniors : 2007
- Champion de Nouvelle-Zélande de l'américaine : 2009 (avec Thomas Scully) et 2014 (avec Dylan Kennett)
- Champion de Nouvelle-Zélande de poursuite par équipes : 2013 (avec Dylan Kennett, Marc Ryan et Andrew Van der Hayden), 2014 (avec Dylan Kennett, Alex Hooper et Andrew Van der Hayden)

## Palmarès sur route

### Par année
| - 2004 - 2e du championnat de Nouvelle-Zélande sur route cadets - 2005 - Champion de Nouvelle-Zélande du contre-la-montre cadets - 2e du championnat de Nouvelle-Zélande sur route cadets - 2007 - 4e étape du Tour du Pays de Vaud - 2008 - 4e étape du Tour de Vineyards - 5e, 6e et 8e étapes des Benchmark Homes Series - 2009 - 3e du Prix des Vins Henri Valloton - 2011 - 4e étape de la Mi-août en Bretagne - 3e étape des Benchmark Homes Series - 2012 - 3e étape du Tour de Dordogne (contre-la-montre) - Prologue du Tour de Southland (contre-la-montre par équipes) | - 2013 - 2e étape de l'An Post Rás - 3e étape des Suir Valley Three Day - 2015 - 2e de la Classica Corsica - 3e du Grand Prix d'Isbergues - 2019 - 2e étape du Tour de République tchèque - 2020 - Champion de Nouvelle-Zélande sur route - 3e du Tour de Slovaquie - 2022 - Champion de Nouvelle-Zélande du critérium |  |

### Résultats sur les grands tours

#### Tour de France
1 participation
- 2016 : non-partant (18e étape)

#### Tour d'Espagne
1 participation
- 2019 : 151e

### Classements mondiaux
| Année                                 | 2010  | 2011 | 2012 | 2013 | 2014 | 2015 | 2016 | 2017  | 2018 | 2019  | 2020 | 2021  | 2022  | 2023  |
| ------------------------------------- | ----- | ---- | ---- | ---- | ---- | ---- | ---- | ----- | ---- | ----- | ---- | ----- | ----- | ----- |
| UCI World Tour                        |       |      |      |      |      |      | nc   | 429e  | nc   |       |      |       |       |       |
| Classement mondial                    |       |      |      |      |      |      | nc   | 1295e | 980e | 1555e | 221e | 1097e | 1969e | 2699e |
| UCI Europe Tour                       | 1186e | 536e | nc   | 823e | 320e | 109e | nc   | 862e  | 611e |       |      |       |       |       |
| UCI Oceania Tour                      | nc    | nc   | nc   | nc   | nc   | nc   | nc   | nc    | nc   | 78e   | 16e  | 44e   | 88e   | nc    |
|                                       |       |      |      |      |      |      |      |       |      |       |      |       |       |       |
| Légende : nc = non classéSource : UCI |       |      |      |      |      |      |      |       |      |       |      |       |       |       |